# Spencer Elden
Spencer Kenneth Royce Elden (Los Angeles, 7 de fevereiro de 1991) é um cidadão estadunidense que apareceu, quando bebê, na capa do álbum musical Nevermind, considerado o mais popular álbum da banda de rock Nirvana.
A ideia da capa, que mostra um bebê sem roupas nadando em uma piscina seguindo uma nota de um dólar presa num anzol, surgiu após o vocalista/guitarrista Kurt Cobain e o baterista Dave Grohl assistirem a um documentário sobre partos dentro d'água. Elden aparece, já aos vinte anos de idade, no documentário sobre o álbum Nevermind - "The Classic Album.
A foto foi tirada no Aquatic Centre of Rose Bowl, em Pasadena.
Em 2001, Elden recriou a foto do álbum para a revista Rolling Stone, para o aniversário de 10 anos do Nevermind, e depois novamente em 2008, na mesma piscina da foto original.
Em agosto de 2021 Elden entrou com um processo contra os membros remanescentes do Nirvana, sua gravadora e Courtney Love (viúva de Kurt Cobain), sob a alegação de que teria sido alvo de pornografia infantil e exploração sexual, por ter aparecido nu na capa de Nevermind. Já a defesa da banda argumentou que Elden sempre se beneficiou financeiramente por ter sido o "bebê da capa" e que portanto suas acusações não faziam sentido. 
Em janeiro de 2022 o processo de Elden foi rejeitado pela Justiça da Califórnia.Logo em seguida, Elden entrou com um recurso alegando que o Nirvana havia comercializado pornografia infantil associada a ele. Em setembro de 2022, o processo foi definitivamente arquivado pela justiça americana.
Em dezembro de 2022, foi noticiado que os advogados de Elden deram entrada com um recurso, citando uma lei norte-americana, a “Masha's Law” - que determina que vítimas de pornografia infantil podem pedir uma indemnização aos seus violadores na idade adulta.